# 芒廷萊克帕克 (馬里蘭州)
芒廷萊克帕克（英語：Mountain Lake Park）是一個位於美國馬里蘭州加勒特縣的市鎮。

## 人口
根據2020年美國人口普查的數據，芒廷萊克帕克的面積為5.14平方千米，當中陸地面積為4.96平方千米，而水域面積為0.18平方千米。當地共有人口2147人，而人口密度為每平方千米418人。